# Carl Wilhelm Scheele
Carl Wilhelm Scheele (Stralsund, Pomerania sueca, en la actual Alemania, 19 de diciembre de 1742-Köping, Suecia, 21 de mayo de 1786) fue un químico sueco conocido por sus trabajos farmacéuticos y por el descubrimiento de muchos elementos y sustancias químicas, de los que el más importante fue el oxígeno, de forma independiente y algún tiempo antes que Joseph Priestley. Scheele fue uno de los mejores químicos del siglo XVIII, contribuyendo significativamente a poner a Suecia a la vanguardia de la ciencia química y, principalmente, de la mineralógica de la época.

## Biografía y obra
Scheele realizó trabajos farmacéuticos en Estocolmo desde 1770, hasta 1775 en Upsala y, más adelante, en Köping. Sus estudios dejaron como fruto el descubrimiento del oxígeno y el nitrógeno en 1772-1773, lo que fue completamente descrito en su único libro Chemische Abhandlung von der Luft und der Feuer (Tratado químico del aire y del fuego) publicado en 1777, cediendo parte de su fama a Joseph Priestley, quien lo descubrió independientemente en 1774.
Scheele descubrió, sin darse cuenta, otros elementos químicos como el bario (1774), el cloro (1774), el manganeso (1774) y el molibdeno (1778), pues fueron identificados u obtenidos por Humphrey Davy y Peter Jacob Hjelm, en el último caso. Sí que se atribuye el descubrimiento de algunos compuestos como el ácido cítrico, el ácido úrico, el ácido tartárico, el glicerol, la albúmina vegetal, el cianuro de hidrógeno, también conocido como ácido cianhídrico, el fluoruro de hidrógeno y el sulfuro de hidrógeno. Además descubrió un proceso similar a la pasteurización y la acción que la luz ejerce sobre las sales de plata. A veces se le ha atribuido incorrectamente el descubrimiento del wolframio, aunque realmente solo sugirió su existencia en el mineral Scheelita (entonces conocido como tunsten, de fórmula CaWO4) y únicamente fue capaz de aislar el trióxido de wolframio, WO3, pero no el elemento.
El aislamiento del elemento puro corresponde a los hermanos Fausto Delhuyar y Juan José Delhuyar en 1783, siendo este el único elemento químico aislado en España. Al igual que otros químicos de su época, Scheele habitualmente trabajó en condiciones muy peligrosas. También tuvo el mal hábito de probar los productos químicos que descubría y, al parecer, esta fue la causa principal de su muerte debido a un envenenamiento por mercurio.

## Eponimia
- Scheelita, un mineral compuesto de sulfato cálcico con wolframio.
- Verde de Scheele, pigmento inorgánico a base de cobre.
- Scheelea, un género de palmeras tropicales americanas dedicado a él por Gustav Karl Wilhelm Hermann Karsten
- El cráter lunar Scheele, que lleva este nombre en su memoria.[4]
- El asteroide (12356) Carlscheele también conmemora su nombre.[5]